# Coupe continentale de hockey sur glace 2023-2024
Navigation
2022-2023 2024-2025
La saison 2023-2024 est la vingt-sixième édition de la Coupe continentale de hockey sur glace, une compétition européenne de clubs organisée par la Fédération internationale de hockey sur glace (IIHF). Elle débute le 22 septembre 2023 et la finale se déroule du 13 au 14 janvier 2024.

## Présentation
Vingt équipes venant d'autant de pays prennent part à la compétition : il s'agit généralement des vainqueurs des championnats nationaux respectifs, mais il existe quelques exceptions et hors équipes suédoises, finlandaises, suisses, allemandes, russes...
La compétition se divise en quatre tours, l'entrée en lice des équipes se faisant selon le niveau de chacune.
Lors de chaque tour, les équipes sont séparées en deux groupes de 4, chacun étant disputé sous la forme d'un championnat à rencontre simple. Aux premier et deuxième tours, seul le vainqueur de chaque groupe se qualifie pour le tour suivant tandis que les deux premiers de chaque groupe du troisième tour se qualifient pour la finale.
La répartition des points est la suivante :
- 3 points pour une victoire dans le temps réglementaire ;
- 2 points pour une victoire en prolongation ou aux tirs de fusillade ;
- 1 point pour une défaite en prolongation ou aux tirs de fusillade ;
- 0 point pour une défaite dans le temps réglementaire.

## Clubs participants
| Équipe                  | Qualification                                 |
| ----------------------- | --------------------------------------------- |
| Bulldogs de Liège       | Champion de Belgique 2022-2023                |
| SC Irbis Skate (en)     | Champion de Bulgarie 2022-2023                |
| KHL Zagreb              | Finaliste du Championnat de Croatie 2022-2023 |
| Club Hielo Jaca         | Champion d'Espagne 2022-2023                  |
| HC Panter (en)          | Champion d'Estonie 2022-2023                  |
| Skautafélag Reykjavíkur | Champion d'Islande 2022-2023                  |
| Kaunas Hockey (en)      | Représentant la Lituanie                      |
| Buz Adamlar GSK         | Champion de Turquie 2022-2023                 |

| Équipe             | Qualification                  |
| ------------------ | ------------------------------ |
| Ferencváros TC     | Champion de Hongrie 2022-2023  |
| HK Zemgale/LLU     | Champion de Lettonie 2022-2023 |
| CSM Corona Brașov  | Champion de Roumanie 2022-2023 |
| SKHL Crvena zvezda | Champion de Serbie 2022-2023   |
| HK Celje           | représentant la Slovénie       |
| Sokil Kyiv         | Champion d'Ukraine 2022-2023   |

| Équipe                        | Qualification                                     |
| ----------------------------- | ------------------------------------------------- |
| Herning Blue Fox              | Finaliste du championnat du Danemark 2022-2023    |
| Brûleurs de Loups de Grenoble | Vainqueur de la coupe de France 2022-2023         |
| SG Cortina                    | Champion d'Italie 2022-2023                       |
| Cardiff Devils                | Finaliste du championnat de Royaume-Uni 2022-2023 |
| Nomad Astana                  | Champion du Kazakhstan 2022-2023                  |
| GKS Katowice                  | Champion de Pologne 2022-2023                     |

## Premier tour (groupes A et B)
Les matches du groupe A ont lieu à Jaca en Espagne et ceux du groupe B à Kaunas en Lituanie, du 22 au 24 septembre 2023.
Avant le début de la compétition, le favori du groupe A, le Buz Adamlar GSK déclare forfait évoquant un problème de visa. L'IIHF déclare aussi que le club ne remplit pas les conditions prévues par son règlement pour prendre par au tournoi. Pour le remplacer, le club de Barcelone va jouer des rencontres non classées. À la suite d'un trou dans la glace lors de la rencontre du 23 septembre entre Jaca et Liège, le match est reporté le jour suivant, annulant l'autre rencontre prévue. Irbis se retrouve ainsi disqualifié et sa première rencontre n'est pas comptabilisée. Le tournoi ne comprend finalement qu'un seul match officiel.
Légende :
- En gras, qualifié pour le deuxième tour
- P : Prolongation
- F : Tirs de fusillade

Pour les significations des abréviations, voir statistiques du hockey sur glace.
| Clt   | Équipe                 | PJ | V | VP | D | DP | BP | BC | Diff | Pts |
| ----- | ---------------------- | -- | - | -- | - | -- | -- | -- | ---- | --- |
| +001, | Bulldogs de Liège      | 1  | 1 | 0  | 0 | 0  | 6  | 1  | +5   | 3   |
| +002, | Club Hielo Jaca H      | 1  | 0 | 0  | 1 | 0  | 1  | 6  | -5   | 0   |
| -     | SC Irbis Skate (en)(D) | 0  | 0 | 0  | 0 | 0  | 0  | 0  | 0    | 0   |
| -     | Buz Adamlar GSK(F)     | 0  | 0 | 0  | 0 | 0  | 0  | 0  | 0    | 0   |

| 22 septembre | Club Hielo Jaca   | 15     | 2      | SC Irbis Skate    | [ FMA 1 ] |
| 24 septembre | Club Hielo Jaca   | 1      | 6      | Bulldogs de Liège | [ FMA 2 ] |
| 24 septembre | Bulldogs de Liège | Annulé | Annulé | SC Irbis Skate    |           |

| Clt   | Équipe                  | PJ | V | VP | D | DP | BP | BC | Diff | Pts |
| ----- | ----------------------- | -- | - | -- | - | -- | -- | -- | ---- | --- |
| +001, | Kaunas Hockey (en) H    | 3  | 3 | 0  | 0 | 0  | 30 | 5  | +25  | 9   |
| +002, | HC Panter (en)          | 3  | 2 | 0  | 1 | 0  | 24 | 13 | +11  | 6   |
| +003, | KHL Zagreb              | 3  | 1 | 0  | 2 | 0  | 9  | 20 | -11  | 3   |
| +004, | Skautafélag Reykjavíkur | 3  | 0 | 0  | 3 | 0  | 4  | 29 | -25  | 0   |

| 22 septembre | HC Panter               | 14 | 0 | Skautafélag Reykjavíkur | [ FMB 1 ] |
| 22 septembre | KHL Zagreb              | 0  | 1 | Kaunas Hockey           | [ FMB 2 ] |
| 23 septembre | Skautafélag Reykjavíkur | 3  | 5 | KHL Zagreb              | [ FMB 3 ] |
| 23 septembre | HC Panter               | 4  | 9 | Kaunas Hockey           | [ FMB 4 ] |
| 24 septembre | KHL Zagreb              | 4  | 6 | HC Panter               | [ FMB 5 ] |
| 24 septembre | Kaunas Hockey           | 10 | 1 | Skautafélag Reykjavíkur | [ FMB 6 ] |

Au terme de cette phase de groupe, les Bulldogs de Liège et le Kaunas Hockey. Les Belges rejoignent le Groupe C et les Lithuaniens le groupe D. Les Belges obtiennent cette qualification au mérite, après avoir concédé le premier but de la partie face à Jaca. Revenir dans le match et taire leur bruyant public relève de tout un exploit pour eux. Kaunas, pour une première participation à la compétition a dominé tous ses adversaires, inscrivant trente buts, pour seulement cinq encaissés.

## Deuxième tour (groupes C et D)
Les matches du groupe C ont lieu à Jelgava en Lettonie et ceux du groupe D à Belgrade en Serbie, du 13 au 15 octobre 2023.
Légende :
- En gras, qualifié pour le troisième tour
- F : Tirs de fusillade

Pour les significations des abréviations, voir statistiques du hockey sur glace.
| Clt   | Équipe            | PJ | V | VP | D | DP | BP | BC | Diff | Pts |
| ----- | ----------------- | -- | - | -- | - | -- | -- | -- | ---- | --- |
| +001, | HK Zemgale/LLU H  | 3  | 3 | 0  | 0 | 0  | 9  | 3  | +6   | 9   |
| +002, | CSM Corona Brașov | 3  | 2 | 0  | 1 | 0  | 16 | 7  | +9   | 6   |
| +003, | HK Celje          | 3  | 1 | 0  | 2 | 0  | 12 | 11 | +1   | 3   |
| +004, | Bulldogs de Liège | 3  | 0 | 0  | 3 | 0  | 6  | 22 | -16  | 0   |

| 13 octobre | HK Celje          | 9  | 3 | Bulldogs de Liège | [ FMC 1 ] |
| 13 octobre | HK Zemgale/LLU    | 3  | 1 | CSM Corona Brașov | [ FMC 2 ] |
| 14 octobre | HK Celje          | 2  | 4 | CSM Corona Brașov | [ FMC 3 ] |
| 14 octobre | Bulldogs de Liège | 1  | 2 | HK Zemgale/LLU    | [ FMC 4 ] |
| 15 octobre | CSM Corona Brașov | 11 | 2 | Bulldogs de Liège | [ FMC 5 ] |
| 15 octobre | HK Zemgale/LLU    | 4  | 1 | HK Celje          | [ FMC 6 ] |

| Clt   | Équipe               | PJ | V | VP | D | DP | BP | BC | Diff | Pts |
| ----- | -------------------- | -- | - | -- | - | -- | -- | -- | ---- | --- |
| +001, | Ferencváros TC       | 3  | 3 | 0  | 0 | 0  | 21 | 1  | +20  | 9   |
| +002, | Kaunas Hockey (en)   | 3  | 1 | 0  | 1 | 1  | 8  | 10 | -2   | 4   |
| +003, | Sokil Kyiv           | 3  | 1 | 0  | 2 | 0  | 6  | 13 | -7   | 3   |
| +004, | SKHL Crvena zvezda H | 3  | 0 | 1  | 2 | 0  | 6  | 17 | -11  | 2   |

| 13 octobre | Ferencváros TC     | 5   | 0 | Kaunas Hockey      | [ FMD 1 ] |
| 13 octobre | Sokil Kyiv         | 4   | 2 | SKHL Crvena zvezda | [ FMD 2 ] |
| 14 octobre | Kaunas Hockey      | 5   | 1 | Sokil Kyiv         | [ FMD 3 ] |
| 14 octobre | Ferencváros TC     | 10  | 0 | SKHL Crvena zvezda | [ FMD 4 ] |
| 15 octobre | Sokil Kyiv         | 1   | 6 | Ferencváros TC     | [ FMD 5 ] |
| 15 octobre | SKHL Crvena zvezda | 4 F | 3 | Kaunas Hockey      | [ FMD 6 ] |

Les deux favoris, HK Zemgale/LLU et Ferencváros TC, se sont imposer et passent au troisième tour. Zemgale a souffert pour s'imposer, les matchs étant disputés et longtemps indécis. Mais ils assurent une deuxième participation consécutive au 3e Tour de la compétition. De leur côté, les Hongrois ont survolé leur groupe, vingt et un but inscrits contre seulement un encaissé. Il a fallu attendre leur troisième et dernier match pour que leur gardien soit déjouer.

## Troisième tour (groupes E et F)
Les matches du groupe E ont lieu à Grenoble en France et ceux du groupe F à Cortina d'Ampezzo en Italie, du 17 au 19 novembre 2023.
Légende :
- En gras, qualifié pour la Super finale
- P : Prolongation

Pour les significations des abréviations, voir statistiques du hockey sur glace.
| Clt   | Équipe                          | PJ | V | VP | D | DP | BP | BC | Diff | Pts |
| ----- | ------------------------------- | -- | - | -- | - | -- | -- | -- | ---- | --- |
| +001, | Nomad Astana                    | 3  | 3 | 0  | 0 | 0  | 11 | 5  | +6   | 9   |
| +002, | Cardiff Devils                  | 3  | 2 | 0  | 1 | 0  | 10 | 7  | +3   | 6   |
| +003, | HK Zemgale/LLU                  | 3  | 1 | 0  | 2 | 0  | 6  | 10 | -4   | 3   |
| +004, | Brûleurs de Loups de Grenoble H | 3  | 0 | 0  | 3 | 0  | 1  | 6  | -5   | 0   |

| 17 novembre | Cardiff Devils    | 4 | 5 | Nomad Astana      | [ FME 1 ] |
| 17 novembre | Brûleurs de Loups | 1 | 3 | HK Zemgale/LLU    | [ FME 2 ] |
| 18 novembre | HK Zemgale/LLU    | 2 | 5 | Cardiff Devils    | [ FME 3 ] |
| 18 novembre | Brûleurs de Loups | 0 | 2 | Nomad Astana      | [ FME 4 ] |
| 19 novembre | Nomad Astana      | 4 | 1 | HK Zemgale/LLU    | [ FME 5 ] |
| 19 novembre | Cardiff Devils    | 1 | 0 | Brûleurs de Loups | [ FME 6 ] |

| Clt   | Équipe                      | PJ | V | VP | D | DP | BP | BC | Diff | Pts |
| ----- | --------------------------- | -- | - | -- | - | -- | -- | -- | ---- | --- |
| +001, | GKS Katowice                | 3  | 2 | 0  | 0 | 1  | 15 | 7  | +8   | 7   |
| +002, | Herning Blue Fox            | 3  | 1 | 1  | 1 | 0  | 10 | 7  | +3   | 5   |
| +003, | Sportivi Ghiaccio Cortina H | 3  | 1 | 0  | 1 | 1  | 8  | 16 | -8   | 4   |
| +004, | Ferencváros TC              | 3  | 0 | 1  | 2 | 0  | 10 | 13 | -3   | 2   |

| 17 novembre | GKS Katowice     | 5   | 4   | Ferencváros TC   | [ FMF 1 ] |
| 17 novembre | Herning Blue Fox | 3   | 4   | SG Cortina       | [ FMF 2 ] |
| 18 novembre | Ferencváros TC   | 1   | 4   | Herning Blue Fox | [ FMF 3 ] |
| 18 novembre | GKS Katowice     | 8   | 0   | SG Cortina       | [ FMF 4 ] |
| 19 novembre | Herning Blue Fox | 3 P | 2   | GKS Katowice     | [ FMF 5 ] |
| 19 novembre | SG Cortina       | 4   | 5 P | Ferencváros TC   | [ FMF 6 ] |

Le Nomad Astana et le GKS Katowice sont les deux premières équipes à se qualifier après les deux premières manches de groupe. Au terme des troisièmes rencontres, ils sont rejoints par les Cardiff Devils et le Herning Blue Fox. Chacun de ses clubs a déjà participé au tour final, mais aucun n'a encore remporté la compétition. Le Nomad Astana a, avec une moyenne d'âge de 21 ans, le plus jeune contingent du tournoi. Bien que l'équipe laisse facilement le puck à ses adversaires, étant largement dominé au chapitres des tirs au but, elle fait preuve d'une efficacité pour inscrire des buts et s'appuie sur un gardien difficile à battre. Cardiff, favori du groupe a su se ressaisir après sa défaite contre le Nomad pour assurer sa qualification. Les Brûleurs de Loup, hôte du tournoi, ont quant à eux déçu leur public, en concédant trois défaites et surtout ne marquant qu'un seul but. l'autre groupe a vu Katowice devancer le favori, Herning. Mais ils n'ont jamais semblé être inquiété et ont assuré leur qualification pour le tour final.

## Super finale
La Super finale à lieu du 12 au 14 janvier 2024 à Cardiff au Royaume-Uni.
Légende :
- En gras, vainqueur de la Coupe Continentale 2024
- P : Prolongation
- F : Tirs de fusillade

Pour les significations des abréviations, voir statistiques du hockey sur glace.
| Clt   | Équipe           | PJ | V | VP | D | DP | BP | BC | Diff | Pts |
| ----- | ---------------- | -- | - | -- | - | -- | -- | -- | ---- | --- |
| +001, | Nomad Astana     | 3  | 3 | 0  | 0 | 0  | 15 | 5  | +10  | 9   |
| +002, | Herning Blue Fox | 3  | 1 | 0  | 1 | 1  | 10 | 15 | -5   | 4   |
| +003, | Cardiff Devils H | 3  | 1 | 0  | 2 | 0  | 8  | 11 | -3   | 3   |
| +004, | GKS Katowice     | 3  | 0 | 1  | 2 | 0  | 8  | 10 | -2   | 2   |

| 12 janvier | GKS Katowice     | 5 F | 4 | Herning Blue Fox | [ FMG 2 ] |
| 12 janvier | Nomad Astana     | 5   | 2 | Cardiff Devils   | [ FMG 3 ] |
| 13 janvier | Herning Blue Fox | 2   | 7 | Nomad Astana     | [ FMG 4 ] |
| 13 janvier | GKS Katowice     | 2   | 3 | Cardiff Devils   | [ FMG 5 ] |
| 14 janvier | Nomad Astana     | 3   | 1 | GKS Katowice     | [ FMG 6 ] |
| 14 janvier | Cardiff Devils   | 3   | 4 | Herning Blue Fox | [ FMG 7 ] |

## Statistiques
Les statistiques ci-après sont mises à jour à la date du 22 novembre 2023.
| Clt | Joueur            | Équipe            | PJ | B | A | Pts | Pun |
| --- | ----------------- | ----------------- | -- | - | - | --- | --- |
| 1   | Lukas Zhukauskas  | Kaunas Hockey     | 6  | 8 | 7 | 15  | 2   |
| 2   | Denis Goncharenko | Kaunas Hockey     | 6  | 7 | 8 | 15  | 4   |
| 3   | Nolan LaPorte     | Ferencváros TC    | 6  | 6 | 6 | 12  | 4   |
| 4   | Nazar Ruzhnikov   | Kaunas Hockey     | 6  | 3 | 9 | 12  | 8   |
| 5   | Daniel Klinecký   | Kaunas Hockey     | 6  | 4 | 7 | 11  | 29  |
| 6   | Nikita Puzakov    | HC Panter         | 3  | 5 | 3 | 8   | 2   |
| 7   | Radim Valchar     | CSM Corona Brașov | 3  | 2 | 6 | 8   | 0   |
| 8   | Jure Sotlar       | HK Celje          | 3  | 3 | 4 | 7   | 0   |
| 9   | Daniil Fursa      | HC Panter         | 3  | 3 | 4 | 7   | 2   |
| 10  | Aku Kestilä       | Ferencváros TC    | 6  | 3 | 4 | 7   | 0   |

| Clt | Gardien                 | Équipe                        | PJ | V | D | Min | BC | Moy  | %Arr |
| --- | ----------------------- | ----------------------------- | -- | - | - | --- | -- | ---- | ---- |
| 1   | Nikita Boyarkin         | Nomad Astana                  | 3  | 3 | 0 | 180 | 5  | 1,67 | 96,2 |
| 2   | Mariuss Bajaruns-Galejs | HK Zemgale/LLU                | 2  | 0 | 2 | 53  | 2  | 2,27 | 94,1 |
| 3   | Martin Petiul           | Kaunas Hockey                 | 4  | 2 | 2 | 175 | 4  | 1,38 | 94,0 |
| 4   | Patrik Polc             | CSM Corona Brașov             | 1  | 1 | 0 | 60  | 2  | 2,00 | 93,3 |
| 5   | Oleg Petrov             | Sokil Kyiv                    | 3  | 1 | 2 | 125 | 3  | 1,44 | 93,0 |
| 6   | Kristóf Nagy            | Ferencváros TC                | 4  | 3 | 1 | 153 | 4  | 1,57 | 92,9 |
| 7   | Rihards Cimermanis      | HK Zemgale/LLU                | 6  | 4 | 2 | 308 | 11 | 2,15 | 92,8 |
| 8   | Jakub Štěpánek          | Brûleurs de Loups de Grenoble | 2  | 0 | 2 | 118 | 4  | 2,05 | 92,3 |
| 9   | Zoltán Töke             | CSM Corona Brașov             | 2  | 1 | 1 | 119 | 5  | 2,53 | 91,9 |
| 10  | Ben Bowns               | Cardiff Devils                | 2  | 1 | 1 | 118 | 5  | 2,56 | 91,7 |

### Feuilles de match
Les feuilles de match sont issues du site officiel en anglais de la Fédération internationale de hockey sur glace : iihf.com
Groupe A
1. ↑  (en) « JAC - IRB : 15-2 » [PDF], sur stats.iihf.com, 22 septembre 2023 (consulté le 26 septembre 2023)
2. ↑  (en) « CH Jaca vs Liege Bulldogs », sur iihf.com (consulté le 21 octobre 2023)

Groupe B
1. ↑  (en) « HC Panter Tallinn vs Skautafelag Reykjavikur », sur iihf.com (consulté le 21 octobre 2023)
2. ↑  (en) « KHL Zagreb vs Kaunas City », sur iihf.com (consulté le 21 octobre 2023)
3. ↑  (en) « Skautafelag Reykjavikur vs KHL Zagreb », sur iihf.com (consulté le 21 octobre 2023)
4. ↑  (en) « HC Panter Tallinn vs Kaunas City », sur iihf.com (consulté le 21 octobre 2023)
5. ↑  (en) « KHL Zagreb vs HC Panter Tallinn », sur iihf.com (consulté le 21 octobre 2023)
6. ↑  (en) « Kaunas City vs Skautafelag Reykjavikur », sur iihf.com (consulté le 21 octobre 2023)

Groupe C
1. ↑  (en) « HK Celje vs Liege Bulldogs », sur iihf.com (consulté le 21 octobre 2023)
2. ↑  (en) « Zemgale Jelgava vs CSM Corona Brașov », sur iihf.com (consulté le 21 octobre 2023)
3. ↑  (en) « HK Celje vs CSM Corona Brașov », sur iihf.com (consulté le 21 octobre 2023)
4. ↑  (en) « Liege Bulldogs vs Zemgale Jelgava », sur iihf.com (consulté le 21 octobre 2023)
5. ↑  (en) « CSM Corona Brașov vs Liege Bulldogs », sur iihf.com (consulté le 21 octobre 2023)
6. ↑  (en) « Zemgale Jelgava vs HK Celje », sur iihf.com (consulté le 21 octobre 2023)

Groupe D
1. ↑  (en) « Ferencvarosi TC vs Kaunas City », sur iihf.com (consulté le 21 octobre 2023)
2. ↑  (en) « Sokil Kyiv vs Crvena Zvezda Belgrade », sur iihf.com (consulté le 21 octobre 2023)
3. ↑  (en) « Kaunas City vs Sokil Kyiv », sur iihf.com (consulté le 21 octobre 2023)
4. ↑  (en) « Ferencvarosi TC vs Crvena Zvezda Belgrade », sur iihf.com (consulté le 21 octobre 2023)
5. ↑  (en) « Sokil Kyiv vs Ferencvarosi TC », sur iihf.com (consulté le 21 octobre 2023)
6. ↑  (en) « Crvena Zvezda Belgrade vs Kaunas City », sur iihf.com (consulté le 21 octobre 2023)

Groupe E
1. ↑  (en) « Cardiff Devils vs Nomad », sur iihf.com (consulté le 22 novembre 2023)
2. ↑  (en) « Brûleurs de Loups vs Zemgale Jelgava », sur iihf.com (consulté le 22 novembre 2023)
3. ↑  (en) « Zemgale Jelgava vs Cardiff Devils », sur iihf.com (consulté le 22 novembre 2023)
4. ↑  (en) « Brûleurs de Loup vs Nomad », sur iihf.com (consulté le 22 novembre 2023)
5. ↑  (en) « Nomad vs Zemgale Jelgava », sur iihf.com (consulté le 22 novembre 2023)
6. ↑  (en) « Cardiff Devils vs Brûleurs de Loup », sur iihf.com (consulté le 22 novembre 2023)

Groupe F
1. ↑  (en) « GKS Katowice vs Ferencvarosi TC », sur iihf.com (consulté le 22 novembre 2023)
2. ↑  (en) « Herning Blue Fox vs SG Cortina », sur iihf.com (consulté le 22 novembre 2023)
3. ↑  (en) « Ferencvarosi TC vs Herning Blue Fox », sur iihf.com (consulté le 22 novembre 2023)
4. ↑  (en) « GKS Katowice vs SG Cortina », sur iihf.com (consulté le 22 novembre 2023)
5. ↑  (en) « Herning Blue Fox vs GKS Katowice », sur iihf.com (consulté le 22 novembre 2023)
6. ↑  (en) « SG Cortina vs Ferencvarosi TC », sur iihf.com (consulté le 22 novembre 2023)

Super finale
1. ↑  (en) « Final standing », sur iihf.com, 14 janvier 2024 (consulté le 14 janvier 2024)
2. ↑  (en) « GKS Katowice vs Herning Blue Fox », sur iihf.com, 12 janvier 2024 (consulté le 13 janvier 2024)
3. ↑  (en) « Nomad Astana vs Cardiff Devils », sur iihf.com, 12 janvier 2024 (consulté le 13 janvier 2024)
4. ↑  (en) « Herning Blue Fox vsNomad Astana », sur iihf.com, 13 janvier 2024 (consulté le 14 janvier 2024)
5. ↑  (en) « GKS Katowice vs Cardiff Devils », sur iihf.com, 13 janvier 2024 (consulté le 14 janvier 2024)
6. ↑  (en) « Nomad Astana vs GKS Katowice », sur iihf.com, 14 janvier 2024 (consulté le 14 janvier 2024)
7. ↑  (en) « Cardiff Devils vs Herning Blue Fox », sur iihf.com, 14 janvier 2024 (consulté le 14 janvier 2024)